# This Was
This Was (1968) este primul album al trupei rock Jethro Tull. Realizarea albumului a costat doar 1200£ iar discul a fost, în general, bine primit de către critici având de asemenea vânzări bune. Albumul a ajuns până pe locul 10 în topul britanic al albumelor și pe locul 62 în Billboard 200. 

## Tracklist
1. "My Sunday Feeling" (Anderson) (3:43)
2. "Some Day the Sun Won't Shine for You" (Anderson) (2:49)
3. "Beggar's Farm" (Abrahams/Anderson) (4:19)
4. "Move on Alone" (Abrahams) (1:58)
5. "Serenade to a Cuckoo" (Kirk) (6:07)
6. "Dharma for One" (Anderson/Bunker) (4:15)
7. "It's Breaking Me Up" (Anderson) (5:04)
8. "Cat's Squirrel" (Tradițional, aranjament de Abrahams) (5:42)
9. "A Song for Jeffrey" (Anderson) (3:22)
10. "Round" (Anderson/Abrahams/Bunker/Cornick/Ellis) (1:03)

## Single-uri
- "A Song for Jeffrey" (1968)

## Componență
- Ian Anderson - voce, flaut, orgă de gură, "claghorn", pian
- Mick Abrahams - voce, chitară, chitară cu nouă coarde
- Clive Bunker - baterie
- Glenn Cornick - chitară bas
- David Palmer - corn francez și aranjamente orchestrale